# Katturivier
Katturivier  (Zweeds: Kattujåkka; Samisch: Skáhttojohka) is een rivier die stroomt in de Zweedse  gemeente Kiruna. De rivier verzorgt de afwatering van het Kattumeer. De rivier stroomt naar het westen en levert haar water af aan het Jostomeer; dat meer staat in open verbinding met het Niskameer en dat weer met de Laimoviken, deze laatste is een randmeer van het Torneträsk. De rivier is 5420 meter lang.
Afwatering: Katturivier → (Jostomeer) → (Niskameer) → (Laimoviken) → (Torneträsk → Torne → Botnische Golf